# Memphis cerealia
Espèce
Memphis cerealia est une espèce d'insectes lépidoptères (papillons) de la famille des Nymphalidae, de la sous-famille des Charaxinae et du genre Memphis.

## Dénomination
Memphis cerealia a été décrit par Herbert Druce en 1877 sous le nom initial de Paphia alberta.
Synonyme : Anaea discophora Röber, 1924.

## Description
Memphis cerealia est un papillon aux ailes antérieures à bord costal bossu, bord externe concave près de l'apex, angle interne en crochet et bord interne concave. Chaque aile postérieure porte une queue.
Le dessus est bleu marine presque noir ou avec une partie basale bleu vert métallisé.
Le revers est marron et gris et simule une feuille morte.

## Écologie et distribution
Memphis cerealia est présent au Pérou.

### Protection
Pas de statut de protection particulier.